# Dominic Dale
Dominic Dale (* 29. prosinec 1971 Coventry, Anglie) je od roku 1992 profesionální hráč snookeru. Nejvyšší breaku 145 bodů dosáhl na turnaj UK Championship v roce 1999.

## Úspěchy
- 2 vítězství na bodovaných turnajích
- 1997 vyhrál Grand Prix
- 2007 vyhrál Shanghai Masters